# Leonel Suárez
Leonel Suárez (ur. 1 września 1987 w Santiago de Cuba) – kubański lekkoatleta specjalizujący się w wielobojach.
W 2007 był czwarty na igrzyskach panamerykańskich. Niespodziewany brązowy medalista igrzysk olimpijskich w Pekinie (2008) gdzie przegrał jedynie z Amerykaninem Bryanem Clayem oraz Białorusinem Andrejem Krauczanką. Złoty medalista mistrzostw Ameryki Środkowej i Karaibów (2009). Kubańczyk jest wicemistrzem świata z 2009 roku oraz siódmym zawodnikiem halowych mistrzostw świata w 2010. Brązowy medalista mistrzostw globu z Daegu (2011). W 2012 zdobył drugi w karierze brązowy medal igrzysk olimpijskich.
Rekordy życiowe: dziesięciobój (stadion) – 8654 pkt. (4 lipca 2009, Hawana); siedmiobój (hala) – 5964 pkt. (13 lutego 2010, Tallinn). Wyniki Suáreza są aktualnymi rekordami Kuby.

## Osiągnięcia
| Rok  | Impreza                                  | Miejsce        | Konkurencja   | Lokata      | Wynik     |
| ---- | ---------------------------------------- | -------------- | ------------- | ----------- | --------- |
| 2007 | Igrzyska panamerykańskie                 | Rio de Janeiro | dziesięciobój | 4. miejsce  | 7936 pkt. |
| 2008 | Igrzyska olimpijskie                     | Pekin          | dziesięciobój | 3. miejsce  | 8527 pkt. |
| 2009 | Mistrzostwa Ameryki Środkowej i Karaibów | Hawana         | dziesięciobój | 1. miejsce  | 8654 pkt. |
| 2009 | Mistrzostwa świata                       | Berlin         | dziesięciobój | 2. miejsce  | 8640 pkt. |
| 2010 | Halowe mistrzostwa świata                | Doha           | siedmiobój    | 7. miejsce  | 5764 pkt. |
| 2011 | Mistrzostwa świata                       | Daegu          | dziesięciobój | 3. miejsce  | 8501 pkt. |
| 2011 | Igrzyska panamerykańskie                 | Guadalajara    | dziesięciobój | 1. miejsce  | 8373 pkt. |
| 2012 | Igrzyska olimpijskie                     | Londyn         | dziesięciobój | 3. miejsce  | 8523 pkt. |
| 2013 | Mistrzostwa świata                       | Moskwa         | dziesięciobój | 10. miejsce | 8317 pkt. |
| 2015 | Igrzyska panamerykańskie                 | Toronto        | dziesięciobój | –           | DNF       |
| 2016 | Igrzyska olimpijskie                     | Rio de Janeiro | dziesięciobój | 6. miejsce  | 8460 pkt. |
| 2017 | Mistrzostwa świata                       | Londyn         | dziesięciobój | –           | DNF       |
| 2018 | Igrzyska Ameryki Środkowej i Karaibów    | Barranquilla   | dziesięciobój | 1. miejsce  | 8026 pkt. |
| 2019 | Igrzyska panamerykańskie                 | Lima           | dziesięciobój | 5. miejsce  | 7799 pkt. |